# Armee-Abteilung A
De Armee-Abteilung A was een Duitse Armee-Abteilung van de Wehrmacht tijdens de Tweede Wereldoorlog. De Armee-Abteilung werd kort ingezet aan het westelijk front in september 1939.

## Krijgsgeschiedenis

### Oprichting

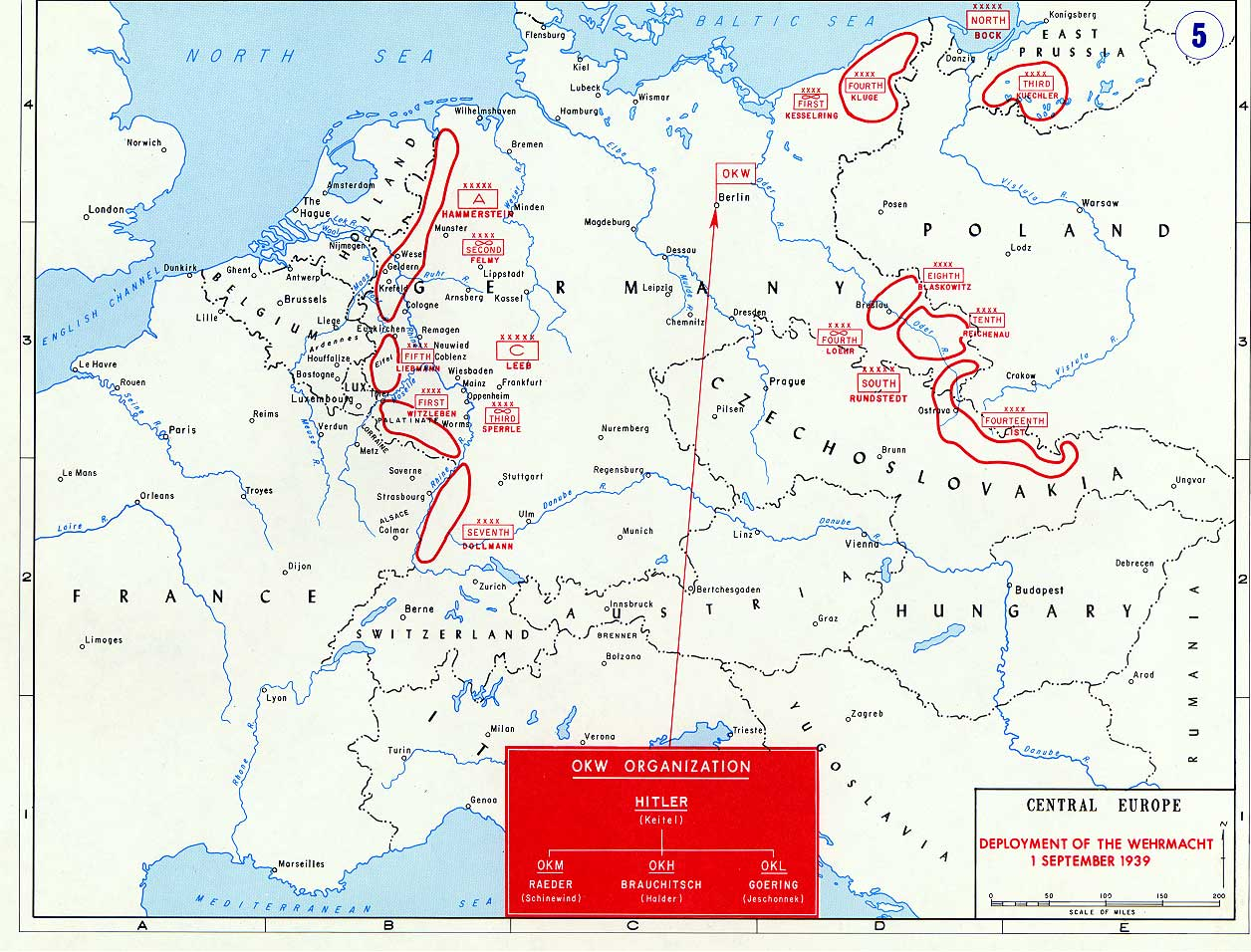
Plaatsing van Armee-Abteilung A aan het westfront

Armee-Abteilung A werd gevormd op 6 september bij de Nederlandse grens. 

### Inzet
Direct bij het begin van de Poolse Veldtocht was het voor Duitsland nodig om het westelijke front te beschermen tegen een mogelijke aanval “in de rug” door de geallieerden. De Armee-Abteilung werd hierbij ingezet aan de Nederlandse grens. Meteen na afloop van de vijandelijkheden in Polen werd de Armee-Abteilung op 23 september afgelost door het uit Polen teruggekeerde 4e Leger. Vervolgens verlegde de staf naar Krakau in Polen.

### Einde
Op 13 oktober 1939 werd de Armee-Abteilung A samengevoegd met de “Militärbefehlshabers Krakau” en hiermee werd het “Grenzabschnittskommandos Süd” gevormd in Krakau.

## Bovenliggende bevelslagen
| Legergroep     | Plaats/regio   | Begin            | Eind              |
| -------------- | -------------- | ---------------- | ----------------- |
| Heeresgruppe C | West-Duitsland | 6 september 1939 | 23 september 1939 |

## Commandant
| Rang                   | Naam                        | Begin             | Eind              |
| ---------------------- | --------------------------- | ----------------- | ----------------- |
| General der Infanterie | Kurt von Hammerstein-Equord | 10 september 1939 | 21 september 1939 |